# 200
Cette page concerne l'année 200  du calendrier julien. Pour l'année 200 av. J.-C., voir 200 av. J.-C. Pour le nombre 200, voir 200 (nombre).
L'année 200 est une année séculaire qui commence un mardi.

## Événements
- Mars-avril : l'empereur romain Septime Sévère alors en Égypte, descend probablement le Nil de Memphis à Thèbes[1].
- Mai : Septime Sévère aurait atteint Philae, limite méridionale de l'empire romain[1].
- 29 août : Septime Sévère rentre en Syrie, probablement par la mer[1].

- En Chine, Yuan Shao est vaincu par Cao Cao à la bataille de Guandu[2]. Cao Cao met la main sur tout le nord de la Chine.

## Naissances en 200
- Dèce ou Décius, empereur romain.
- Tacite, empereur romain.

## Décès en 200
- 5 mai : Sun Ce